# Sportgymnasium Chemnitz
Das Sportgymnasium Chemnitz im Chemnitzer Stadtteil Bernsdorf – direkt im Sportforum Chemnitz – hat den Status einer Eliteschule des Sports und einer Eliteschule des Fußballs, welche aus der Kinder- und Jugendsportschule Emil Wallner in Chemnitz entstand. Derzeit hat es etwa 400 Schülerinnen und Schüler.

## Beschreibung
Das Sportgymnasium ist eine Schule für Sommersportarten. Dazu gehören Leichtathletik, Kunstturnen, Radsport, Schwimmen, Wasserball, Fußball, Basketball, Boxen, Gewichtheben und Ringen. Hinzu kommen noch Eisschnelllauf, Eishockey und Eiskunstlauf.
Da es sich um eine Eliteschule handelt, können Sportler, die das Potential zu internationalen Erfolgen haben, eine Streckung/Dehnung in den Klassenstufen 7/8, 9, 10 sowie in den Kursstufen 11/12 erhalten. Das bedeutet, dass ein Schuljahr in zwei Jahren oder zwei Schuljahre in drei Jahren unterrichtet werden. Damit erhalten die Schüler mehr Zeit, sich mit dem Training und den zugehörigen Wettkämpfen zu befassen. Es kann maximal einmal in Sekundarstufe I und einmal in Sekundarstufe II gestreckt werden.
| Mgl 1: | Die Klassen 7 und 8 können auf drei Jahre verlängert werden.                                                          |
| Mgl 2: | Die Klasse 9 kann auf zwei Jahre verlängert werden.                                                                   |
| Mgl 3: | Die Klasse 10 kann auf zwei Jahre verlängert werden.                                                                  |
| Mgl 4: | Die Sekundarstufe II kann um ein Jahr verlängert werden. Die Schüler haben dann Klassen 11, 12 und 13 statt 11 und 12 |

Mittlerweile werden die Streckungskurse besonders in der Sekundarstufe II häufig angenommen. Durch die große Nachfrage werden mindestens zwei verschiedene Kurse in der Streckung der Sekundarstufe II angeboten. Dadurch wird den  Schülern die Möglichkeit gegeben, durch individuelle Kurswahl mehr auf die eigenen Interessen zu achten.

## Gebäude
Durch den Wechsel ins renovierte Sportgymnasium im Schuljahr 2004/05 konnten die Bedingungen für die Schüler verbessert werden. Die Entfernungen zu den Wettkampf- und Trainingsanlagen sind nun für viele Sportarten sehr kurz. Entstanden ist ein modernes Schulgebäude mit guter technischer Ausstattung.
Zudem wurde eine neue Dreifelderhalle direkt am Sportgymnasium errichtet und im Jahr 2009 eingeweiht. Im Gebäude der Dreifelderhalle befindet sich eine Mensa, in der das Essen frisch zubereitet wird.

## Internat
Die Schüler, die weiter von Chemnitz entfernt wohnen, haben die Möglichkeit, das Internat zu nutzen, welches sich in direkter Nachbarschaft zum Gymnasium befindet und Aufenthaltsmöglichkeit in Zimmern für jeweils zwei Personen anbietet. Es ist mit Duschen, Fernsehräumen, einer Gemeinschaftsküche sowie einer Tischtennisplatte ausgestattet.

## Ehemalige Schüler
Nachfolgend eine Auswahl ehemaliger Schüler des Sportgymnasiums Chemnitz bzw. der KJS Karl-Marx-Stadt:
- Bruno Albrecht (* 2001), Basketball
- Michael Ballack (* 1976), Fußball
- Falk Balzer (* 1973), Leichtathletik
- Alexej Baumgärtner (* 1988), Eisschnelllauf
- Andreas Bretschneider (* 1989), Gerätturnen
- Nicole Brochlitz (* 2004), Basketball
- Ronny Dietz (* 1978), Triathlon
- Frank Eitemüller (* 1956), Fußball
- Ralf Fährmann (* 1988), Fußball
- Kathleen Friedrich (* 1977), Leichtathletik
- Rayk Fritzsche (* 1978), Eisschnelllauf
- Eléa Gaba (* 2001), Basketball
- Karoline Heinze (* 1993), Fußball
- Max Heß (* 1996), Leichtathletik
- Aline Hirsch (* 1988), Basketball
- Niklas Jeck (* 2001), Fußball
- Sven Köhler (* 1966), Fußball
- Joachim Kunz (* 1959), Gewichtheben
- Emma Malewski (* 2004), Gerätturnen
- Joeline Möbius (* 1992), Gerätturnen
- Jana Neubert (* 1984), Leichtathletik
- Alexander Pschera (* 1988), Leichtathletik
- Lars Riedel (* 1967), Leichtathletik
- Joachim Schäfer (1952–1997), Gerätturnen
- Pauline Schäfer-Betz (* 1997), Gerätturnen
- Sophie Scheder (* 1997), Gerätturnen
- Thomas Schönlebe (* 1965), Leichtathletik
- Jörg Stingl (* 1961), Schwimmen
- David Storl (* 1990), Leichtathletik
- Sixten Veit (* 1970), Fußball
- Katarina Witt (* 1965), Eiskunstlauf